# Langsa
Langsa est une ville indonésienne de la province d'Aceh. Elle a le statut de kota et est peuplée de 148 945 habitants (en 2012).

## Géographie
La ville est située au nord de la côte orientale de Sumatra, à l'entrée du détroit de Malacca.